# Парламентські вибори в Литві 2008
У Литві діє змішана виборча система, 71 кандидат зі 141 обирається на одномандатних округах, при цьому для перемоги необхідно отримати не менше 40% голосів. Всього у виборах по багатомандатних округах взяли участь 16 партій, а з урахуванням одномандатних округів — 21 партія.
На виборах не були присутні спостерігачі від Організації з безпеки і співпраці в Європі (ОБСЄ).

## Перший тур
В першому турі парламентських виборах 12 жовтня 2008 року перше місце посіла опозиційна консервативна партія "Союз вітчизни", що набрала близько 18% голосів. На другому місці — Партія народного відродження (14,8% голосів), за нею слідує партія екс-президента Роландаса Паксаса "Порядок і справедливість" (13,4% голосів). Правляча Соціал-демократична партія зайняла 4-е місце, набравши 12,2% голосів. П'ятірку лідерів замикає Партія праці, очолювана колишнім міністром економіки, підприємцем Віктором Успаських, що набрала 10,46% голосів.
Депутатські мандати за партійними списками розподілилися так: об'єднана партія консерваторів "Союз Вітчизни" - християнські демократи - 17, Партія ннародного відродження - 13, партія "Порядок і справедливість" - 11, Соціал-демократична партія - 11, Партія праці - 8, Союз лібералів - 5, Союз лібералів і центру - 5.

## Другий тур і підсумки

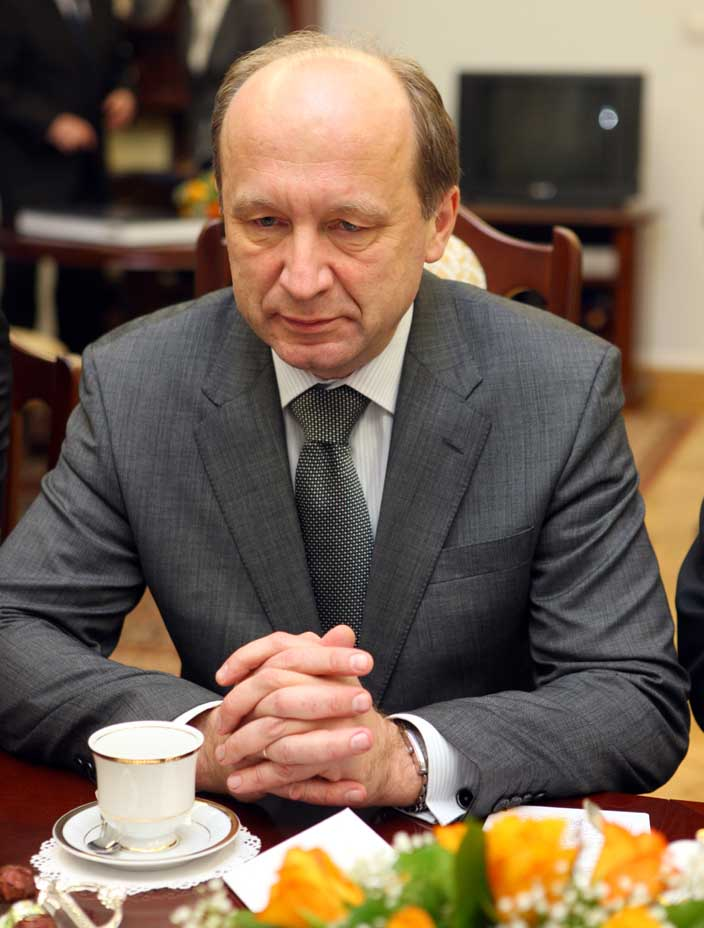
Андрюс Кубілюс, екс-прем'єр-міністр, лідер правоцентристського об'єдання «Союз Вітчизни-Християнські демократи» святкує перемогу свого блоку на парлементських виборах у Литві 2008 року

Другий тур парламентських виборів відбувся 26 жовтня і на ньому правим партіям вдалося закріпити свій успіх.
Розкладка парламентських сил у результаті в першій трійці наступна: консерватори — 44 мандати, Соціал–демократична партія — 26 мандатів, Партія народного відродження, яка була створена лише в травні 2008 року, — 16 мандатів. Лідер християнських демократів Андрюс Кубілюс, керівник ліберал–центристів Артурас Зуокас, глава Руху лібералів Елігіюс Масюліс і очільник Партії народного відродження Арунас Валінскас підписали угоду про співробітництво. Нова урядова коаліція має 79 мандатів і до неї приєднаються ще кілька незалежних депутатів, обраних в одномандатних округах. Тобто правоцентристи мають надійну і стійку більшість. Коаліціанти вже поділили міністерські портфелі. Переможці з СВ–ХД отримаюли посаду прем'єра (Андрюс Кубілюс) і ключові міністерства: економіки, фінансів, оборони та МЗС. Андрюс Кубілюс заявив, що не вдаватиметься до радикальних чисток в апаратах цих міністерств, залишить усіх фахівців.